# Hermann Levin Goldschmidt
Hermann Levin Goldschmidt (geboren 11. April 1914 in Berlin; gestorben 29. März 1998 in Zürich) war ein jüdischer Philosoph.

## Leben
Im Anschluss an das Abitur 1932 machte Hermann Levin Goldschmidt ein Volontariat im Ullstein Verlag. Nach der Einleitung der schrittweisen Übernahme des Verlags durch eine von den Nationalsozialisten kontrollierte Gesellschaft wurde ihm 1934 die Stelle gekündigt.
1938 kam Goldschmidt als Student nach Zürich, wo er Philosophie studierte und 1941 mit der Arbeit Der Nihilismus im Licht einer kritischen Philosophie promovierte. Versuche zur Habilitation an der Universität Zürich scheiterten. Bis 1945 war er als Flüchtling zeitweise in einem Schweizer Arbeitslager für Internierte.
Zu seinem Freundeskreis gehörten Fritz Hochwälder, Hans Josephsohn, Robert Jungk, Arnold Künzli, Margarete Susman, Adrien Turel, Peter Weiss und Rudolf Zipkes.
Als er 1952 die Aufenthaltsbewilligung erhielt, gründete er in Zürich ein Freies Jüdisches Lehrhaus, das er bis 1961 leitete.
1962 heiratete er Mary Bollag (1913–1992), die Zwillingsschwester des Galeristen Max G. Bollag.
Hermann Levin Goldschmidt lehrte lange Jahre an den Volkshochschulen Zürich und Basel sowie am Lehrerseminar des Kantons Zürich. Daneben war er unter anderem längere Zeit regelmäßiger freier Mitarbeiter der NZZ und beim Schweizer Radio DRS.
Im Anschluss an Hermann Cohen, Franz Rosenzweig und Martin Buber entwickelte er in den 1940er Jahren den Begriff der „Dialogik“. Philosophie als Dialogik, wie auch der Titel seines 1948 erschienenen Buches signalisiert, nahm die Impulse dialogischen Denkens auf und zeigte, dass diese weit über die religionsphilosophischen Bereiche hinaus kritische Geltung für ein Philosophieren nach Auschwitz haben. In seinem 1976 erschienenen Buch Freiheit für den Widerspruch führte er im Einzelnen aus, wie sein dialogischer Ansatz als fruchtbares und damit auch befreiendes Aushalten der Spannung des Widerspruchs zu verstehen ist.
1990 errichtete er gemeinsam mit seiner Frau die Stiftung Dialogik, die bis 2006 mit dem Archiv für Zeitgeschichte der ETH Zürich verbunden war. Dort befindet sich auch sein Nachlass.
Er fand auf dem Friedhof oberer Friesenberg seine letzte Ruhestätte.

## Ehrungen und Titel
- 1957 Leo-Baeck-Preis
- 1969 Prof. h. c. der Universität für europäische humanistische Studien, Urbino (Italien)
- 1996 Österreichisches Ehrenkreuz für Wissenschaft und Kunst

## Werke

### Originalausgaben
- Philosophie als Dialogik. Aehren, Affoltern am Albis, 1948
- Das Vermächtnis des deutschen Judentums. EVA, Frankfurt am Main 1957
- Die Botschaft des Judentums. Grundbegriffe, Geschichte, Gegenwartsarbeit, Auseinandersetzung. EVA, Frankfurt am Main 1960
- Dialogik. Philosophie auf dem Boden der Neuzeit. EVA, Frankfurt am Main 1964
- Abschied von Martin Buber. Hegner, Köln 1966
- Weil wir Brüder sind. Biblische Besinnung für Juden und Christen. Mit einem Geleitwort von Klaus Hemmerle. Katholisches Bibelwerk, Stuttgart 1975
- Heilvoller Verrat? Judas im Neuen Testament (mit Meinrad Limbeck). Mit einem Geleitwort von Anton Vögtle. Katholisches Bibelwerk, Stuttgart 1976
- Freiheit für den Widerspruch. Novalis, Schaffhausen 1976
- Pestalozzis unvollendete Revolution. Novalis, Schaffhausen 1977
- Haltet euch an Worte. Griffel, Schaffhausen 1977
- Martin Bubers Ringen um Wirklichkeit. Konfrontation mit Juden, Christen und Sigmund Freud (mit Willehad P. Eckert und Lorenz Wachinger). Katholisches Bibelwerk, Stuttgart 1977
- Selbstentfaltung und Selbstanalyse. Wie der Mensch wird, der er ist, und was er selber für sich tun kann. Novalis, Schaffhausen 1980
- Jüdisches Ja zur Zukunft der Welt. Eine schweizerische Dokumentation eigener Mitwirkung seit 1938. Novalis, Schaffhausen 1981
- Weg und Weisung des Alten Lehrers. Tao Te King des Laotse. Selbstverlag, Zürich 1985
- Glück heisst Gelingen. Ferner: Epikurs Katechismus. This is not my party. Flaschenpost von Peter Weiss. Die Arche. Selbstverlag, Zürich 1989
- Nochmals Dialogik. Selbstverlag, Zürich 1990
- Chinas kundige Weisheit – Judentums kündende Gewissheit. Von der Weltschöpfung zur Weltvollendung. Selbstverlag, Zürich 1990
- Kunstwege 1929–1991. Selbstverlag, Zürich 1991
- Die Frage des Mitmenschen und des Mitvolkes 1951–1992. Auserwählt – die falsche Auslegung. Antisemitismus – hat mit uns Juden nichts zu tun. Selbstverlag, Zürich 1992
- Ganzheits-Buch. Sefer Ha' Schlemut (I–III). Selbstverlag, Zürich 1993
- Ganzheitsbuch IV. Sefer Ha'schlemut Perek Rewii. Selbstverlag, Zürich 1996
- Stoa heute. Selbstverlag, Zürich 1997
- Mein 1933. Fotoessay mit Bildern von Edith Moos. Mit einem Nachwort hg. v. Willi Goetschel. Passagen, Wien 2008, ISBN 978-3-85165-833-0

### Werkausgabe
Neun Bände, hg. v. Willi Goetschel im Passagen Verlag, Wien:
- 1 Philosophie als Dialogik. Frühe Schriften, 1993, ISBN 3-85165-043-3
- 2 Das Vermächtnis des deutschen Judentums, 1994, ISBN 3-85165-096-4
- 3 Die Botschaft des Judentums, 1994, ISBN 3-85165-133-2
- 4 „Der Rest bleibt“. Aufsätze zum Judentum, 1997, ISBN 3-85165-257-6
- 5 Aus den Quellen des Judentums. Aufsätze zur Philosophie, 2000, ISBN 3-85165-383-1
- 6 Freiheit für den Widerspruch, 1993, ISBN 3-85165-068-9
- 7 Haltet euch an Worte: im ganzen! Texte und Thesen, 2013, ISBN 978-3-7092-0091-9
- 8 Pestalozzis unvollendete Revolution. Philosophie dank der Schweiz von Rousseau bis Turel, 1995, ISBN 3-85165-168-5
- 9 Weil wir Brüder sind. Jüdische Schriften 1935–1998, 2014, ISBN 978-3-7092-0115-2